# سیارک ۲۴۲۱۸
سیارک ۲۴۲۱۸ (به انگلیسی: 24218 Linfrederick، نامگذاری:1999XV70) بیست و چهار هزار و دویست و هجدهمین سیارک کشف شده‌است که در ۷ دسامبر ۱۹۹۹ کشف شد.
قدر مطلق سیارک برابر ۱۱.۷ است.